# Morales de Campos
Morales de Campos település Spanyolországban, Valladolid tartományban.  Lakosainak száma 130 fő (2024).

## Népesség
A település népessége az utóbbi években az alábbiak szerint változott:
| Lakosok száma | 198  | 179  | 173  | 165  | 166  | 163  | 140  | 138  | 135  | 130  |
|               | 2001 | 2004 | 2007 | 2009 | 2012 | 2014 | 2017 | 2019 | 2022 | 2024 |